# Noida
Noida (hindsky नोएडा) je město v Uttarpradéši, jednom ze svazových států Indie. K roku 2011 v ní žilo přes 640 tisíc obyvatel.

## Poloha
Noida leží na západním okraji Uttarpradéše v těsné blízkosti hranice s Harijánou a tvoří jihovýchodní předměstí druhého největšího indického města Dillí. Od jeho centra je Noida vzdálena přibližně pětadvacet kilometrů.

## Dějiny
Noida vznikla jako plánované město v roce 1976 a její název je ve skutečnosti zkratkou z anglického New Okhla Industrial Development Authority.

## Hospodářství
Město patří mezi centra polovodičových technologií a počítačového průmyslu. Je zde hlavní sídlo HCL Technologies a svoje pobočky zde mají například ARM Holdings, ON Semiconductor a Samsung.